# Lopšinė mylimai
Lopšinė mylimai è una canzone del cantante lituano Ovidijus Vyšniauskas, pubblicata nel 1994 come decima traccia del suo secondo album in studio Muzika iš nakties ir dienos.
Scritto da Gintaras Zdebskis e composto dallo stesso interprete, il brano è stato selezionato internamente dall'emittente radiotelevisiva pubblica LRT per rappresentare la Lituania all'Eurovision Song Contest 1994 a Dublino, marcando il debutto della repubblica baltica alla manifestazione europea. Qui Ovidijus Vyšniauskas si è piazzato all'ultimo posto su 25 partecipanti senza ottenere alcun punto. La Lituania non ritornerà al festival fino al 1999.